# Paccius elevatus
Paccius elevatus là một loài nhện trong họ Trachelidae.
Loài này thuộc chi Paccius. Paccius elevatus được Norman I. Platnick miêu tả năm 2000.